# Noctem
Noctem ist eine spanische Black-/Death-Metal-Band.

## Geschichte
Gegründet wurde die Gruppe aus Valencia im Jahr 2001. Die Band erreichte Plattenverträge bei Art Gates Records, Noisehead Records und Rising Records, wobei das Album Oblivion zusätzlich an Metal Blade Records lizenziert wurde.

## Stil
Stilistisch bewegt sich die Band in der „Schnittmenge zwischen Death und Black Metal“, wobei der Sound auf dem Album The Black Consecration (2019) mehr dem Black Metal zugeneigt sein soll.

## Diskografie
- 2007: God Among Slaves
- 2009: Divinity
- 2011: Oblivion
- 2014: Exilium
- 2016: Haeresis
- 2019: The Black Consecration